# Lobo da Beríngia
O lobo-da-Beríngia é uma população extinta de lobos (Canis lupus) que viveu durante a Era Glacial.
Ele habitou o que hoje é o Alasca, Yukon e o norte da Colúmbia Britânica. Alguns desses lobos sobreviveram até o Holoceno. O lobo-da-Beríngia é um ecomorfo do lobo-cinzento e possivelmente o ancestral do lobo-do-Vale-Mackenzie (Canis lupus occidentalis), sendo estudado exaustivamente usando uma série de técnicas científicas, produzindo novas informações sobre suas espécies de presas e comportamentos alimentares. Foi determinado que esses lobos são morfologicamente distintos dos lobos norte-americanos modernos e geneticamente basais à maioria dos lobos. O lobo-da-Beríngia não recebeu uma classificação de subespécie pois sua relação com o extinto lobo-das-cavernas europeu (Canis lupus spelaeus) ou com o canadense lobo-do-Vale-Mackenzie (Canis lupus occidentalis) não é clara.

Mapa animado mostrando os níveis do mar de Beríngia medidos em metros de 21.000 anos atrás até o presente. Beríngia já abrangeu o Mar de Chukchi e o Mar de Bering, unindo a Eurásia à América do Norte.

O lobo-da-Beríngia era semelhante em tamanho ao lobo do interior do Alasca moderno (Canis lupus pambasileus) e outros lobos cinzentos do Pleistoceno tardio, mas mais robusto e com mandíbulas e dentes mais fortes, um palato mais largo e dentes carniceiros maiores em relação ao tamanho do crânio. Em comparação com o lobo-da-Beríngia, o lobo-terrível (Aenocyon dirus), que ocorre mais ao sul, tinha o mesmo tamanho, mas era mais pesado e possuía crânio e dentição mais robustos. A adaptação única do crânio e da dentição do lobo-da-Beríngia permitiu que ele produzisse forças de mordida relativamente grandes, lutasse com grandes presas em luta e, portanto, possibilitou a predação e a coleta na megafauna do Pleistoceno. O lobo-da-Beríngia caçava mais frequentemente cavalos e bisões-das-estepes, e também caribus, mamutes e bois-almiscarados da floresta.
No final da Era Glacial, com a perda de condições frias e secas e a extinção de muitas de suas presas, o lobo-da-Beríngia foi extinto. A extinção de suas presas foi atribuída ao impacto das mudanças climáticas, competição com outras espécies, incluindo humanos, ou uma combinação de ambos os fatores. Populações genéticas locais foram substituídas por outras da mesma espécie ou do mesmo gênero. Dos lobos norte-americanos, somente o ancestral do moderno lobo cinzento norte-americano sobreviveu. Os restos mortais de lobos antigos com crânios e dentição semelhantes foram encontrados na Beríngia ocidental (nordeste da Sibéria). Em 2016, um estudo mostrou que alguns dos lobos que agora vivem em áreas remotas da China e da Mongólia compartilham um ancestral materno comum com um espécime de lobo-da-Beríngia oriental de 28.000 anos.

## Taxonomia
A partir da década de 1930, representantes do Museu Americano de História Natural trabalharam com a Universidade do Alasca e a Fairbanks Exploration Company para coletar espécimes descobertos por dragagem hidráulica de ouro perto de Fairbanks, Alasca. Childs Frick era um pesquisador associado em paleontologia do Museu Americano que trabalhava na região de Fairbanks. Em 1930, ele publicou um artigo que continha uma lista de "mamíferos extintos do Pleistoceno do Alasca-Yukon". Esta lista incluía um espécime do que ele acreditava ser uma nova subespécie que ele chamou de Aenocyon dirus alaskensis — o lobo terrível do Alasca. O museu americano se referiu a eles como uma espécie típica do Pleistoceno em Fairbanks. No entanto, nenhum espécime, tipo, descrição ou localização exata foi fornecido, e como os lobos terríveis não foram encontrados tão ao norte, este nome foi posteriormente proposto como nomen nudum (inválido) pelo paleontólogo Ronald M. Nowak. Entre 1932 e 1953, vinte e oito crânios de lobo foram recuperados dos riachos Ester, Cripple, Engineer e Little Eldorado, localizados ao norte e oeste de Fairbanks. Acredita-se que os crânios tenham 10.000 anos. O geólogo e paleontólogo Theodore Galusha, que ajudou a reunir as coleções de mamíferos fósseis de Frick no Museu Americano de História Natural, trabalhou nos crânios de lobo ao longo de vários anos e observou que, em comparação com os lobos modernos, eles eram "de cara curta". O paleontólogo Stanley John Olsen continuou o trabalho de Galusha com os crânios de lobo de cara curta e, em 1985, com base em sua morfologia, ele os classificou como Canis lupus (lobo-cinzento).

## Descendentes
Em 2021, uma análise de mDNA de caninos modernos e extintos semelhantes a lobos norte-americanos indicou que o lobo-da-Beríngia foi o ancestral do clado de lobos do sul, que inclui o lobo-mexicano, o lobo-do-Vale-Mackenzie e o lobo-das-grandes-planícies. O lobo-mexicano é o mais ancestral dos lobos-cinzentos que vivem na América do Norte hoje. O coiote moderno apareceu há cerca de 10.000 anos. O clado de mDNA de coiote mais basal geneticamente é anterior ao Último Máximo Glacial e é um haplótipo que só pode ser encontrado no lobo-oriental. Isso implica que o grande coiote do Pleistoceno semelhante a um lobo foi o ancestral do lobo oriental. Além disso, outro haplótipo antigo detectado no lobo-oriental pode ser encontrado somente no lobo-mexicano. O estudo propõe que a mistura do coiote do Pleistoceno e do lobo-da-Beríngia levou ao lobo oriental muito antes da chegada do coiote moderno e do lobo moderno.